# کلیسای مریم مقدس (جلفا)
کلیسای مریم مقدس به نام اصلی کلیسای مادر خدا یا کلیسای آستواتساتسین مقدس (به ارمنی: Սուրբ Աստվածածին եկեղեցի) (به انگلیسی: Church of the Holy Mother of God) از جمله کلیساهای ارامنهٔ ایران است که در استان آذربایجان شرقی قرار دارد.

## تاریخ
کلیسای مریم مقدس در ارتفاعات دره شام جلفا واقع شده‌است و قدمت آن به سال ۱۵۱۸ میلادی بازمی‌گردد. این بنا پلانی مستطیل شکل به ابعاد ۵/۱۳ در ۳/۲۲ متر دارد و چهار ستون سنگی مربع شکل در وسط پلان واقع شده‌است که گنبد آجری بنا با دوازده نورگیر بر روی آنها احداث شده. مصالح عمدهٔ به کار رفته در بنا سنگ لاشه و آجر با ملات گِل است.